# Wabeno (condado de Forest)
Wabeno es un lugar designado por el censo ubicado en el condado de Forest en el estado estadounidense de Wisconsin. En el Censo de 2010 tenía una población de 575 habitantes y una densidad poblacional de 91,7 personas por km².

## Geografía
Wabeno se encuentra ubicado en las coordenadas 45°26′22″N 88°39′28″O / 45.43944, -88.65778. Según la Oficina del Censo de los Estados Unidos, Wabeno tiene una superficie total de 6.27 km², de la cual 6.27 km² corresponden a tierra firme y (0%) 0 km² es agua.

## Demografía
Según el censo de 2010, había 575 personas residiendo en Wabeno. La densidad de población era de 91,7 hab./km². De los 575 habitantes, Wabeno estaba compuesto por el 84.87% blancos, el 0% eran afroamericanos, el 9.22% eran amerindios, el 0% eran asiáticos, el 0.17% eran isleños del Pacífico, el 1.39% eran de otras razas y el 4.35% pertenecían a dos o más razas. Del total de la población el 1.91% eran hispanos o latinos de cualquier raza.